# Саборна црква Св. Александра Невског у Лођу
Саборна црква Св. Александра Невског (пољ. Sobór św. Aleksandra Newskiego) је православни саборни храм у Лођу, који припада Лођско-познањској епархији Пољске православне цркве и седиште је локалне парохије (у Лођском деканату).
Парохијска црква је подигнута 1880–1884. године на иницијативу одбора који су основали највећи власници фабрика у Лођу који су намеравали да докажу своју лојалност царским властима изградњом православне цркве. Храм је дизајнирао Хилари Мајевски. Цркву је 1884. године освештао надбискуп хемски и леончушки из Варшаве. Такође је био континуирано активан током Првог светског рата, када су руски званичници и војници напустили град. У међуратном периоду, за разлику од многих других цркава подигнутих у Краљевини Пољској за потребе Руса, није враћена у корист католичке цркве нити демонтирана, што се обично објашњава околностима њене изградње – финансирали су је богати и поштовани грађани Лођа. Године 1951, у вези са оснивањем Лођско-познањске епархије, храм је добио ранг саборног цркве.
Унутар зграде је сачуван оригинални намештај из 19. века са троредним иконостасом.

## Историја

### Околности настанка и изградње
Прве православне породице појавиле су се у Лођу 1850-их година; били су само Руси. У почетку је њихов број био незнатан, да би после Јануарског устанка и пооштравања политике русификације почео да расте. Крајем деветнаестог века, православци су чинили око 1-2% становника Лођа (разлика је резултат урачунавања укупног броја руских војника стационираних у граду), односно око 7.000. становника. У верске сврхе, мала заједница користила је изнајмљену собу у приватној кући, огранку парохије Свих Светих у Пјотркову, и није тежила изградњи самостојећег објекта. Војници 37. Јекатеринбуршког пешадијског пука имали су посебну кућну цркву у стану пензионисаног војног лица Андрејева, који се налазио у улици Наврот.
Иницијатор изградње православне цркве у Лођу био је губернатор Пјотркова Иван Качанов. У почетку, међутим, његов апел за подизање самостојећег православног храма у Лођу није донео никакве резултате. Градске власти нису прихватиле концепт изградње цркве код Новог Рајнека (данас трг Волносци), предлажући да се она изгради у парку у Видзевскoj улици (сада улица Килинскиего), поред железничке станице. Била је то престижна локација, али је имала значајан недостатак, а то је била влажност тла. Истовремено, то је била и парцела у власништву града, што је значило да би свака поправка зграде била о његовом трошку. Качанов је 24. маја 1877. затражио од градоначелника Лођа Мауриција Таубворкла да предузме конкретне кораке за почетак грађевинских радова. Градски архитекта Хилари Мајевски је тада израдио пројекат зграде, али православна заједница, која је тада бројала три стотине људи, није била у могућности да покрије трошкове радова. Свети владајући синод је одлучио да не финансира инвестицију.
Иницијативу за изградњу цркве у Лођу поново су преузели локални предузетници, који ни сами нису били верници православне цркве. Дана 6. априла 1879. године основан је одбор за изградњу цркава, у чијем саставу су били највећи власници фабрика из Лођа: Карол Шајблер, Јулијуш Хајнцел, Јозеф Пашкевич, Едвард Хербст, Лудвик Мајер, Симон Хајман млађи, Познањски, Алекса Израел Чудзински, Алекса Израел Чудзински, А. и Карол Стренге, а такође и градоначелник града Валериан Маковиецки. На иницијативу одбора, храм је требало да обележи лик и спасавање цара Александра II од атентата који је четири дана раније извршио Александар Соловјев испред Зимског дворца. Власници фабрика су се надали да ће им подизање светог здања у знак сећања на такав догађај помоћи да добију подршку владе за сопствене инвестиционе и комерцијалне пројекте. Посебно су се надали да ће престоницу губерније Пјотрков преместити у Лођ и добити нове уговоре. Одбор је изабрао Св. Александра Невског - покровитељ Александра II. Карол Шајблер је председавао комитетом до своје смрти 1881. године, а касније га је предводио Иван Каханов. У марту 1880. године, пројекат Мајевског је одобрен за имплементацију. Већ током радова, грађевинском одбору су се придружили Херман Констадт, Реинхолд Финстер и Лудвик Грохман, као и нови председник Лођа, Владисłав Пиенковски.
Процена трошкова за изградњу цркве износила је 69.000 рубаља. Породица Шајблер је покрила највећи део трошкова (25.000 рубаља). Јулиусз Хеинзел је донирао11 хиљада рубаља за изградњу, а 10 хиљада. зет Карола Шајблера, Едвард Хербст. Поред тога, Хајнцел је платио и столарске радове у вредности од 7.000. рубаља, а Хербст је купио црквену опрему за 5 хиљада. Израел Познањски је донирао 8.000 за изградњу, а Херман Констадт 4.000. рубља. Архитекта Хилари Мајевски покрила је трошкове израде витража у износу од 1,5 хиљада рубаља. Приватни донатори, од којих ниједан није био припадник православне цркве, колективно су покрили више од 86% свих трошкова изградње.
Дана 8. маја 1880. године Константин Рижковски, парох парохије Свих Светих у Пјотркову, благословио је камен темељац. Грађевинске радове је извела фирма Роберта Нестлера из Лођа. Освећење храма обављено је 29. маја 1884. године. Зграду је освештао архиепископ хелмски и леончушки из Варшаве у присуству гувернера Варшаве Јосифа Хурка и Николаја Зиновјева из Пјотркова. Зграда је истовремено могла да прими 300 људи. Дакле, то није био велики храм, већ су му повољна локација у позадини парка и просторни распоред допринели његовом сјају.
Трг око цркве је ограђен септембра 1891. године. Изградњу ограде финансирао је Израел Познањски. Првобитно је квадрат цркве био много већи него данас.

### Православна црква до 1918. године
У години пуштања у рад храм је добио на поклон од цара Александра III комплет сребрних и позлаћених богослужбених жртвеник.
До 1906. године број православних становника Лођа се поново повећава. Године 1906. Руси ове вероисповести чинили су око 3% свих становника града (10.000 људи), што је било повезано са приливом радника који су радили на продужетку железничке пруге од Варшаве до Калиса, као и на довођењу додатних званичника током револуције 1905. У наредним годинама приметно је опадање броја православних хришћана, који су 1911. поново чинили око 1% становника Лођа. Већина људи ове вероисповести је напустила град приликом евакуације руских званичника 1915. године, тако да је 1918. године удео православних хришћана у становништву Лођа износио 0,4%. До 1917. године парох парохије, Антони Рудлевски, након што је послат на пастирски рад у Варшаву, његове дужности је преузео Теодор Валиковски. То је значило да је током целог периода Првог светског рата храм остао отворен и није претрпео материјалне губитке. Рудлевсково звоно са цркве, тешког скоро две тоне, немачка војска није конфисковала.

### Православна црква у међуратном периоду
У међуратном периоду број православних хришћана у Лођу поново се повећава, на шта је утицао повратак појединих руских породица у град и насељавање Украјинаца и Белоруса. Ту се населила и група белих руских емиграната, али о њиховом броју нема података. Године 1927. у Лођу је живело 3.000 православних верника, а 1937. близу 11 хиљада (према упитним подацима Министарства рада и социјалног старања), чиме је град постао највећа православна заједница у региону.
У препорођеној пољској држави, православна црква Св. Александра Невског је званично постала седиште парохије 1920. На њој је требало да присуствују не само верници из града и округа Лођа, већ и из округа Калиш, Коло, Коњин, Ласк, Лечица, Сјерадз, Слупца, Турек и Виелун. У првим послератним годинама, приликом реституције православних храмова, када су многе цркве подигнуте на иницијативу царских власти порушене, црква Св. Александра Невског никада није била предвиђен за затварање и ликвидацију. Слично, лошки магистрат никада није разматрао уништење цркве Св. Олге и гробљанске црке Успења Богородице. У литератури се претпостављало да је опстанку храма погодовала чињеница да су у његову изградњу биле укључене познате личности повезане са Лођом, а не само представници царске власти. Можда је, међутим, одлука о задржавању храма донета из прагматичних разлога (у Министарству вера и народног просвећивања или на нивоу општинских власти), уважавајући да је православној парохији у Лођу заиста потребан овај сакрални објекат.
У међуратном периоду градске власти су више пута суфинансирале обнову цркве. У годинама 1928–1929 зграда је претрпела велику обнову, током које су јој обновљена фасада и кула и поправљен кров. Године 1936. поново је обновљена фасада зграде. Исте године парцела и црква су по рецепту прешли у власништво Пољске православне цркве.

### Други светски рат и послератни период
Током Другог светског рата, православно свештенство које је служило у храму Св. Александра Невског је издавао лажне крштенице Јеврејима у Лођу. Немци су тражили да парохија да црквена звона да се претопе, али их је парох Стефан Рудик сакрио, зазидајући их на звонику. Након ослобођења Лођа од окупатора, звона су поново стављена у литургијску употребу.

Године 1951. је храм добио ранг саборног цркве, постајући истовремено и саборна црква Лођско-познањске епархије. После Другог светског рата, број православних хришћана у Лођу поново се смањио као резултат прогона белих руских емиграната од стране НКВД-а. Године 1951. парохију је чинило 3.000 верника. Крајем 1960-их и почетком 1970-их, број верних који су му присуствовали процењивао се на 2.500 људи, од којих је само 600 практиканата. Шездесетих година 20. века, због проширења улице испред фасаде цркве, парохијски трг је уклоњен са парохије и објекат се налазио скоро у непосредној близини пута.
Храм је уписан у регистар споменика 20. јануара 1971. године под бројем А/117.
Почетком 21. века објекат је у потпуности реновиран, добијајући спољашњи изглед из првих година по завршетку изградње.
У августу 2014. године мошти св. Марије Магдалене коју су донели монаси са Атоса.

## Архитектура

### Тело зграде
Саборна црква Св. Александра Невског у Лођу је једна од најоригиналнијих православних цркава подигнутих у Конгресној краљевини у архитектонском смислу.

Црква је грађена у руско-византијском стилу, са јасним референцама на романику, на осмоугаоном плану, са амбулантом која се одвија около и посебним централним делом, изнад којег се на тамбуру уздиже главна купола., ослоњен на четири стуба. Оријентисан је, троделан. Предворје на западу изграђено је на квадратном плану. Изнад ње се налази кула на чијем се врху налази купола у облику лука. Фасаде зграде су украшене низовима малих аркада. Ритмички распоређени полукружни прозорски отвори украшени су малим стубовима, чији су капители украшени флоралним мотивима. Богате боје тела зграде, као и горе поменути орнаменти, упућивали су на традицију источнословенске верске архитектуре. Елементи крова храма су позлаћени.
На фасадама је постављено десет сликарских композиција, међу којима је и лик св. Александра Невског, који се налази на звонику. Здепаста кула је покривена кровом и пет кула (на западној страни), изнутра је полихромна и украшена богатом штукотуром. У цркви су витражи. Изнад припрате храма налази се галерија са певницом.
На звонику је окачено осам звона.

### Дизајн ентеријера

#### Иконостас
Главни елемент унутрашњег уређења саборног храма је троредни храстов иконостас са две ђаконске двери и царском капијом. Направио га је Италијан Камило у Санкт Петербургу, из задужбине Израела Познанског.
Централни елемент иконостаса је царска капија са шест икона у облику медаљона, на којима су приказана четири јеванђелиста и јунаци из сцене Благовести (архангел Гаврило и Марија). На левој страни царске капије налази се икона Богородице, на десној - Христа Пантократора. На ђаконским дверима, међутим, налазе се слике светог монаха Лорана Комелског и Св. Стефана. Непосредно изнад царске капије налази се копија Почајевске иконе Богородице, мало више - икона Тајне вечере. У другом реду иконостаса налазе се празничне иконе, док трећи ред чине слике Св. Александра Невског и Св. Марије Магдалене и слике Васкрсења.

#### Фреске
Главна купола цркве је изнутра офарбана у плаво, стварајући слику звезданог неба. У четири једра испод куполе постављене су слике четворице јеванђелиста. Још ниже, на стубовима који носе конструкцију, налазе се ликови четири света московска митрополита – Алексија, Петра, Јоне и Филипа. Икона Христа који носи крст постављена је у портал који украшава главни улаз у саборни храм. Изнад бочних улаза са севера и југа налазе се сцене са слике са крста и гроба.
У олтарској просторији сабора налази се лик Деисиса – ликови Исуса Христа, Богородице и Јована Крститеља насликани у просторима између прозора.

#### Остали делови опреме
На левој страни иконостаса, са обе стране иконе Св. Николе, спомен-плоче посвећене полицајцима и војницима који су погинули гушећи револуцију у Лођу 1905. и наредних година.
На десном стубу, на улазу у катедралу, налази се плоча у знак сећања на ктиторе храма и људе који су учествовали у његовој изградњи.
Готово све иконе у храму настале су у атељеу Василија Васиљева у Санкт Петербургу. У опрему зграде, поред елемената рађених директно за њене потребе, налазе се и опходни крстови из 17. и 18. века, иконе из тог периода и новије слике које су дарови верног народа. У главном броду катедрале налазе се, између осталих разне иконе Богородице (укључујући Казанску икону Мајке Божије и икону Богородице), Христа, Св. Владимира, Св. Николе, Св. Пантелејмона, Св. Григорије Богослова, Св. Константина и Св. Хелена, Св. Серафима Саровског.